# Hosztót
Hosztót è un comune dell'Ungheria di 98 abitanti (dati 2001). È situato nella contea di Veszprém.